# Reinzeichner
Ein Reinzeichner bezeichnet ein Berufsbild, dessen Aufgaben unterschiedliche Tätigkeiten beinhaltet: 
- Im Animationsfilm den Zeichner in der Schlüsselbildanimation, der alle Bilder noch einmal sauber abpaust.
- Im Grafikdesign sind es meistens Mediengestalter, die in einer Werbeagentur oder in einem ähnlichen Bereich arbeiten. Sie setzen dort die Ideen etwa des Art Directors um. Sie bekommen dafür Skizzen, Konzepte und Bildmaterial und entwickeln daraus ein grafisches Endprodukt.
- Als es den Beruf des Schriftsetzers im Handsatz noch gab, entwickelte und zeichnete er mittels Bleistiften einen Entwurf einer Drucksache. Daher auch der Begriff „Reinzeichner“.